# Karl von Cosel
Karl Wilhelm Gustav von Cosel (* 25. Februar 1789 in Goldap; † 1. März 1876 in Schwedt/Oder) war ein preußischer General der Kavallerie.

## Leben

### Herkunft
Sein Urgroßvater war der preußische Generalmajor Johann Kaspar von Cosel, sein Großvater Johann Karl von Cosel (1707–1765), Kommandant von Draheim. Sein Vater war der vierte Sohn des Kommandanten Friedrich von Cosel (1750–1810) und dessen Ehefrau Karoline, geborene von Egidy (1767–1805). Sein Vater war preußischer Major im Husaren-Regiment „von Suter“. Der Generalmajor Dietrich Christoph Gotthold von Cosel war sein Onkel. Zwei weitere Onkel fielen im Ersten Koalitionskrieg. Karl Ludwig als Major im Infanterieregiment „von Knobelsdorff“ in der Schlacht bei Kaiserslautern und Friedrich Georg Leopold († 1793) als Premierleutnant der Artillerie bei der Belagerung von Mainz.

### Militärkarriere
Im Jahr 1802 kam Cosel als Gefreitenkorporal in das Infanterieregiment „von Schöning“ der Preußischen Armee. Ende Oktober 1805 trat er als Kornett zur Kavallerie über und wurde im Husarenregiment „von Prittwitz“ angestellt. Während des Vierten Koalitionskrieges in der Schlacht bei Heilsberg verwundet, kämpfte Cosel noch im Gefecht bei Königsberg und in der Schlacht bei Preußisch Eylau. Am 18. Juni 1807 erhielt er den Orden Pour le Mérite und am 16. August 1807 avancierte Cosel zum Sekondeleutnant. Am 20. Dezember 1808 wurde er in das 2. Leib-Husaren-Regiment und am 3. September 1811 in die Normal-Dragoner-Eskadron versetzt. Dort wurde er am 16. Februar 1812 zum Premierleutnant befördert und zum Adjutanten des Oberst von Hünerbein ernannt. Als solcher nahm Cosel 1812 an der Seite Frankreichs am Russlandfeldzug teil.
Am 12. März 1813 wurde er Stabsrittmeister und kam als Adjutant zum Oberst von Bockum-Dolffs. Bereits am 27. Juli 1813 wurde er Rittmeister und Adjutant des Generals von Röder. Während der Befreiungskriege wurde Cosel im Gefecht bei Haynau durch einen Stich in den Arm verwundet und mit dem Eisernen Kreuz II. Klasse ausgezeichnet. Sein Brigadechef Bockum-Dollfs fiel hingegen. Im weiteren Kriegsverlauf nahm Cosel an den Schlachten bei Großgörschen, Bautzen und Ligny teil. Bei Kulm wurde er erneut verwundet und für sein Verhalten bei Waterloo mit dem Eisernen Kreuz I. Klasse ausgezeichnet.
Am 30. März 1815 wurde er in den Generalstab zum General von Katzler versetzt. Am 30. März 1818 wurde er als Kommandeur zum 1. Ulanen-Regiment versetzt und am 29. November 1821 kam er als Kommandeur in das 2. Garde-Ulanen-Regiment. Am 30. März 1822 wurde er mit Patent vom 6. April 1822 zum Oberstleutnant und am 30. März 1826 mit Patent vom 4. April 1826 zum Oberst befördert. In dieser Eigenschaft war Cosel ab dem 4. Mai 1827 auch Mitglied der Kommission zur Revision der Militärgesetze, bevor er am 30. März 1829 in das Kriegsministerium versetzt wurde. Daran schloss sich vom 1. Juni 1832 bis zum 10. Dezember 1835 eine Verwendung als Kommandeur der 2. Kavallerie-Brigade an. Am 30. März 1834 wurde er mit dem Johanniter-Orden ausgezeichnet und am 30. März 1835 zum Generalmajor befördert. Cosel erhielt Ende September 1835 den russischen Sankt-Stanislaus-Orden I. Klasse und wurde am 11. Dezember 1835 Remonteinspektor mit einer Zulage von 500 Talern. Er war ein ausgezeichneter Pferdekenner und hatte viel Einfluss auf das Remontewesen. Cosel erhielt am 30. März 1839 den Rang und die Gebührnisse eines Divisionskommandeurs. Als Anfang des Jahres 1840 der Kriegsminister Gustav von Rauch erkrankte, wurde Cosel als sein Vertreter bestimmt und am 30. März 1840 als Direktor des Militär-Ökonomie-Departements in das Kriegsministerium versetzt. Auch 1841 musste er den Minister wieder vertreten und erhielt dafür eine Prämie von 100 Friedrichsdor. Am 22. März 1843 wurde Cosel zum Generalleutnant befördert und am 26. September 1843 bekam er den Orden der Heiligen Anna I. Klasse. Anlässlich des Ordensfestes wurde ihm am 18. Januar 1846 der Rote Adlerorden I. Klasse mit Eichenlaub verliehen und am 9. Mai 1848 wurde Cosel mit der gesetzlichen Pension zur Disposition gestellt.
Nach seiner Verabschiedung erhielt Cosel am 13. Januar 1857 die Krone zum Orden Pour le Mérite und am 23. Dezember 1860 wurde ihm der Charakter als General der Kavallerie verliehen. Er starb am 1. März 1876 in Schwedt/Oder und wurde auch dort beigesetzt.

### Familie
Cosel heiratete am 6. Juni 1814 in Fort Friedrichsburg bei Königsberg i. Pr. Johanna Luise Charlotte von Auer (1795–1831). Sie wurde am 26. November 1831 auf dem Garnisonfriedhof beigesetzt. Nach dem Tod seiner ersten Frau heiratete Cosel am 22. Oktober 1833 in Hammer (Kreis Wohlau) Asta von Schkopp (1802–1880), die zweite Tochter des Oberst a. D. von Schkopp. Aus den Ehen gingen folgende Kinder hervor:
- Karl (*/†)
- Ulrike (1815–1832)
- Pauline (1816–1877)
- Charlotte (1818–1904), deutsche Schriftstellerin
- Emil (1821–1887), preußischer Oberst a. D. ⚭ 1845 Luise Seydell (1823–1909)
- Bernhard (1823–1886), preußischer Oberst ⚭ 1861 Marie Bohnenberger, verwitwete Kloer (1828–1889)
- Valeska (1825–1906)
- Alma (1829–1915)